# Liste der Monuments historiques in Barcelonnette
Die Liste der Monuments historiques in Barcelonnette führt die Monuments historiques in der französischen Gemeinde Barcelonnette auf.

## Liste der Bauwerke
| Bezeichnung                                             | Beschreibung | Standort                              | Kennzeichnung | Schutzstatus | Datum | Bild           |
| ------------------------------------------------------- | ------------ | ------------------------------------- | ------------- | ------------ | ----- | -------------- |
| Kriegerdenkmal für die Gefallenen des Ersten Weltkriegs |              | Avenue des Trois-Frères-Arnaud (Lage) | PA04000029    | Inscrit      | 2010  |                |
| Tour Cardinalis                                         |              | Place Manuel (Lage)                   | PA00080353    | Classé       | 1907  | weitere Bilder |
| Villa Bleue                                             |              | 1, avenue Porfirio-Diaz (Lage)        | PA00080354    | Inscrit      | 1987  | weitere Bilder |
| Villa Costebelle                                        |              | Rue François-Arnaud (Lage)            | PA00080355    | Inscrit      | 1986  |                |

## Liste der Objekte
- Monuments historiques (Objekte) in Barcelonnette in der Base Palissy des französischen Kultusministeriums